# حقوق الإنسان في أوروغواي
تقع جمهورية الأوروغواي في أمريكا الجنوبية بين الأرجنتين والبرازيل وجنوب المحيط الأطلسي، ويبلغ عدد سكانها 3332972 نسمة. حصلت أوروغواي على الاستقلال والسيادة من إسبانيا في عام 1828، ولديها سيطرة كاملة على شؤونها الداخلية والخارجية. بين عامي 1973 و1985 كانت تحكم أوروغواي ديكتاتورية مدنية عسكرية، ارتكبت العديد من انتهاكات حقوق الإنسان. تلتزم أوروغواي عمومًا بتعزيز حقوق الإنسان وحمايتها، وتحتل المرتبة الأولى في الدول الأكثر وعيًا بالحقوق في أمريكا الجنوبية. ومع ذلك، لا تزال هناك مجالات تبعث على القلق، بما في ذلك مرافق السجون غير الإنسانية، واللجوء للقضاء فيما يتعلق بالجرائم المرتكبة نتيجة الديكتاتورية والتمييز ضد المرأة.

## الإطار القانوني

### الالتزامات الدولية
وقَّعت أوروغواي وصدقت على معظم المعاهدات الدولية لحقوق الإنسان دون تحفظات، بما في ذلك:
- العهد الدولي الخاص بالحقوق المدنية والسياسية
- العهد الدولي الخاص بالحقوق الاقتصادية والاجتماعية والثقافية
- الاتفاقية الدولية للقضاء على جميع أشكال التمييز العنصري
- اتفاقية القضاء على جميع أشكال التمييز ضد المرأة
- اتفاقية الأمم المتحدة لمناهضة التعذيب[6]

صدقت أوروغواي أيضًا على البروتوكولين الاختياريين الملحقين بالعهد الدولي الخاص بالحقوق المدنية والسياسية. لدى أوروغواي تحفظ/إعلان عام واحد فيما يتعلق بالفقرات 2-3 من المادة 38 من اتفاقية حقوق الطفل.
تخضع أوروغواي لعملية الاستعراض الدوري الشامل لأنها دولة عضو في الأمم المتحدة. أتمت دورتين من الاستعراض الدوري الشامل كانت آخرهما في عام 2013. أقرت أوروغواي باختصاص محكمة الدول الأمريكية لحقوق الإنسان كونها عضو في منظمة الدول الأمريكية.
في 18 مارس 2005 وجهت أوروغواي «دعوة مفتوحة» لجميع الزيارات الخاصة بإجراءات الأمم المتحدة. في عام 2007، وُجهت هذه الدعوة أيضًا إلى اللجنة الدول الأمريكية لحقوق الإنسان ومحكمة الدول الأمريكية لحقوق الإنسان.

### المؤسسات الوطنية
في عام 2008 أُنشِئت المؤسسة الوطنية لحقوق الإنسان «للدفاع عن حقوق الإنسان وتعزيزها وحمايتها» في أوروغواي. تقدم المؤسسة الاستشارات بشأن التوقيع والتصديق على المعاهدات الدولية، وتنفيذ ممارسات حماية حقوق الإنسان والتحقيق في انتهاكات حقوق الإنسان. توجد مؤسسات أخرى مختلفة لتعزيز حقوق الإنسان في مجالات حكومية بعينها مثل:
- مكتب المفوض البرلماني لنظام السجون
- مكتب أمين المظالم
- مجلس حقوق الإنسان بوزارة التعليم والثقافة
- المكتب الاستشاري لحقوق الإنسان التابع للسلطة القضائية بأوروغواي

في عام 2007 أُنشِئت لجنة مناهضة العنصرية وكراهية الأجانب وجميع أشكال التمييز، لكن منذ عام 2010 لم يكن لديها ميزانية مخصصة؛ واُلغيت مقتضيات أعضائها.

### الدستور
ينص دستور أوروغواي على نصوص تتعلق بشؤون الحكم بأوروغواي. دستور أوروغواي هو القانون الأعلى، وبموجب المادة 256 يجوز لمحكمة العدل العليا أن تعلن عدم دستورية القوانين. تحدد أيضًا صلاحيات ووظائف السلطات التنفيذية والتشريعية والقضائية للحكومة. فهي تحديدًا تمنح جميع الأشخاص المساواة أمام القانون ويقر «القسم الثاني» على وجه التحديد بعدد من الحقوق الأساسية. تنص المادة 72 على أن الحقوق المذكورة ليست جامعة مانعة، وتشمل حقوقًا أخرى «تنطوي على البشر أو مستمدة من الشكل الجمهوري للحكم». كما تنص المادة 332 على أنه يكون أمرًا غير هام إذا لم يكن هناك تنظيم محدد للحقوق الفردية المعلنة في الدستور إذ أن المبادئ العامة للعدالة والأصول متساوية.

## قضايا حقوق الانسان

### الحق في الحياة
تم إلغاء عقوبة الإعدام في أوروغواي.

### حرية التعبير
يكفل الدستور حرية التعبير. وهذا يشمل الحرية في جميع وسائل النشر، بما في ذلك حرية الصحافة. تحترم الحكومة بشكل عام هذه الحقوق. في عام 2012، أصدرت الحكومة مرسومًا ينص على أن التلفاز الرقمي سيكون مجانيًا وغير مقيد في جميع أنحاء أوروغواي. في عام 2014 أشادت مجموعات حقوق الإنسان بإقرار قانون خدمات الاتصالات السمعية البصرية كنموذج لحرية التعبير في أمريكا اللاتينية. يعمل القانون على تقليل تكتل أجهزة الإعلام وخلق شرط الضمير في الصحفيين. لاحظ المقرر الخاص المعني بحرية التعبير بلجنة الدول الأمريكية لحقوق الإنسان أن هناك حالات عنف وترهيب من حين لآخر ضد الصحفيين، مثل اعتداء الشرطة على لويس دياز عام 2011 في سالتو. أحرزت أوروغواي تقدمًا في تعديل استخدام دعاوى التشهير عند وجود مصلحة عامة، ولكن ربما تؤدي مثل هذه الدعاوى إلى عرقلة التحقيقات الصحفية.

### الحرية الدينية
يضمن دستور أوروغواي حرية الدين، ويعلن أنه لا يوجد دين بعينه للدولة. يجادل البعض بأن أوروغواي تذهب أبعد من مجرد الحياد البسيط وهي في الحقيقة علمانية أصولية. لا يُدرس التعليم الديني كما أنه محظور في المدارس العامة وتعتبره الدولة ممارسة خاصة. اختارت الدولة الأعياد الدينية التقليدية وأعادت تسميتها على أسس علمانية (عيد القيامة «أسبوع السياحة»). هناك تقارير متفرقة عن سوء معاملة على أساس تمييز ديني -بما في ذلك معاداة السامية- ولكن يفيد الضحايا بتعاون فعال من الشرطة في التحقيق في هذه الأمور.

### الحقوق الانتخابية
يؤسس دستور الأوروغواي لجمهورية ديمقراطية انتخابية. تناط السلطة التشريعية في الجمعية العامة التي تتكون من مجلسين، وتتخذ السلطة التنفيذية شكل رئيس وحكومة معينة. يُنتخب كل منهما لمدة خمس سنوات عن طريق الاقتراع العمومي. يجوز لغير المواطنين المقيمين في أوروغواي لمدة 15 عامًا -على الأقل- والذين لديهم رأس مال في البلاد التصويت. تُنتخب الجمعية العامة عن طريق التمثيل النسبي ذو القائمة المغلقة. والرئيس عن طريق جولة الإعادة بالأغلبية.
تضم أوروغواي أيضًا نظامًا للاستفتاءات الشعبية. تسمح هذه الطريقة الديمقراطية المباشرة للمواطنين بالتصديق على الإصلاحات البرلمانية والمطالبة بإلغاء القوانين ووضع قانون جديد من خلال الاقتراح الشعبي.
تتمتع أوروغواي بتشريعات قوية لمكافحة الفساد، خاصةً «قانون الشفافية» الذي ينص على المسؤولية الجنائية عن عدد من تصرفات الموظفين العموميين مثل غسيل الأموال العامة. علاوة على ذلك، أدخلت أوروغواي مؤخرًا حصص جندرية في الدورات الانتخابية، ما يتطلب التمثيل المتساوي في قوائم المرشحين المختصرة.

## حقوق المرأة
تتمتع المرأة -بموجب القانون- بالمساواة في المعاملة. المساواة بين الجنسين منصوص عليها في عدد من القوانين مثل:
- القانون 1645 يحظر التمييز في مكان العمل
- المادة 321 من قانون العقوبات تجعل العنف الأسري جريمة قائمة بذاتها
- القانون رقم 17823 الذي يمنح الأحداث الحق في المعاملة في ظل ظروف المساواة
- القانون 17817 يتناول العنصرية وجميع أشكال التمييز

يمثل العنف ضد المرأة مشكلة، وأشار المقرر الخاص للأمم المتحدة المعني بالتعذيب إلى أن استجابة الدولة لم تكن كافية، خاصةً فشلها في تنفيذ خطة العمل لمكافحة العنف الأسري. كما لاحظت جماعات حقوق الإنسان زيادة شكاوى العنف الأسري، وأن برامج الدولة لم تنجح في الحد من عدد وفيات النساء.
في عام 2012، تم تجريم الإجهاض، ولكن يمكن الوصول لهذا الإجراء بعد اجتياز عدة عقبات، مثل الانتظار الإجباري لمدة خمسة أيام والمراجعة من قبل لجنة خبراء. في حالة الحمل من الاغتصاب، يجب على ضحية الاغتصاب تقديم شكوى إلى الشرطة وإلا سيُفرض عليها عقوبة على الإجهاض. تلك مشكلة، إذ تشير الدلائل المسرودة إلى أن بعض ضحايا الاغتصاب لا يرفعن شكاوى بسبب وصمة العار الاجتماعية والخوف من الانتقام. الوصول إلى الصحة الجنسية والإنجابية جيد بشكل عام مع توفير وسائل منع الحمل مجانًا. منذ عام 2004 كانت هناك زيادة كبيرة في عدد خدمات تنظيم الأسرة في جميع أنحاء أوروغواي.